# Erik Lundgren (racerförare)
Erik Lundgren, född 19 februari 1919 i Ockelbo församling, Gävleborgs län, död där 16 september 1967, var en svensk racerförare, kallad Ockelbo-Lundgren. Han förknippas med bilmärket Ockelbo, snöskotermärket Ockelbo och båtmärket Ockelbo.

## Bilsport
Erik Lundgren blev först känd på 1940-talet som "Trollkarlen från Ockelbo" när han tävlade i en Ford 38 med V8 med åtta förgasare som gav 280 hästkrafter och en hastighet uppemot 220 km/h. Han var en skogsbonde och bilhandlare. Hans far var smed i Moby och det var från honom Erik Lundgren fick sin talang för att fixa saker. Han byggde och sålde även trimningutrustning och det var i samband med det han kom på att plast var ett utmärkt material för bränsleledningar. I mitten av 1950-talet hörde han talas om en utbränd Alfa Romeo Giulietta Sprint och fick idén att göra sin egen kaross till den. Han gjorde en form i glasfiber efter Ulf Norinders Ferrari 500 Mondial och började sedan tillverka egna karosser och chassin. De ansågs vara mycket bra (enligt vissa bättre än originalet) och kunde ta väldigt många olika drivlinor. Ockelbo-Ferrarin tillverkas fortfarande, nu under namnet Pagano. Teknikens Värld hade en artikel om bilen och det gjorde att Bengt O Alskog blev intresserad och han designade en hardtop till bilen. 
I oktober 2007 hämtade sonen Erik Lundgren ut bilen som stått uppallad i garaget i Mo i ca 50 år. En omfattande renovering startade. Den 16 maj 2008 var det dags för kontrollbesiktning där bilen godkändes.

## Båttillverkare
Under slutet av 1950-talet gav sig Erik Lundgren in i båtbranschen för att bygga båtar, vilket resulterade i Ockelbo Båtar AB. Idag tillverkas de i aluminium istället för plast.